# Gonzalo Montiel
Gonzalo Ariel Montiel (født 1. januar 1997) er en argentinsk professionel fodboldspiller, som spiller for La Liga-klubben Sevilla og Argentinas landshold.